# Bitika
Bitika o Bitica és un municipi de Guinea Equatorial, de la província Litoral a la Regió Continental. El 2005 tenia 1.464 habitants.